# 西川知一
西川 知一（にしかわ ともかず、1923年4月1日 - 2000年12月12日）は、日本の政治学者。専門は、西洋政治史。神戸大学名誉教授。

## 略歴
滋賀県生まれ。1946年9月京都帝国大学法学部政治学科卒業。1950年5月神戸大学法学部助教授、1958年4月同大教授。1986年3月同大退官後、1991年4月から1995年3月まで姫路獨協大学学長を務めた。

## 著作

### 単著
- 『ヨーロッパ現代政治史』（晃洋書房、1974年）
- 『近代政治史とカトリシズム』（有斐閣、1977年）

### 著書
- 『ヨーロッパ現代政治史』（晃洋書房、1974年）
- 『近代政治史とカトリシズム』（有斐閣、1977年）
- 『比較政治の分析枠組』（ミネルヴァ書房、1986年）
- 『政党発展――比較政治学的研究』（ミネルヴァ書房、1996年）

### 共著
- 『政治思想史入門）（有斐閣、1969年）
- 『現代政治と地方自治』（有信堂、1977年）
- （勝田吉太郎・加藤一明）『現代デモクラシー論』（有斐閣, 1979年）
- 『概説ドイツ史』（有斐閣、1982年）
- （河田潤一）『政党派閥――比較政治学的研究』（ミネルヴァ書房、1996年）

### 翻訳
- デ・フェリーチェ（村上信一郎共訳）『ファシズムを語る』(ミネルヴァ書房、1979年）